# Saison 2008-2009 de l'AS Salé
Maillots
Chronologie
Saison précédente Saison suivante
Lors de la saison 2008-2009 le club marocain de l'AS Salé a disputé deux compétitions : le championnat national marocain, la coupe du trône.
Bilan de la saison :
- Le club est arrivé 8e du championnat.
- Le club est disqualifié par les FAR de Rabat au Seizièmes de finale de la coupe du trône.

## Information
| Club    | Classement 2007-2008 | Entraîneur       | Stade               | Capacité | Dernière montée |
| ------- | -------------------- | ---------------- | ------------------- | -------- | --------------- |
| AS Salé | P                    | Youssef El Mrini | Stade Boubker Ammar | 10 000   | 2008            |

### Sponsors du club
| Club    | Équipementier | Principaux sponsors |
| ------- | ------------- | ------------------- |
| AS Salé | Adidas        | Redal               |

## Mercato

### Mercato d'été 2008
1 arrivée :
- Aliou Kanté (transféré de Wafa Wydad avec 15 millions de centimes)

### Mercato d'hiver 2009
1 arrivée :
- Camara Yacouba (transféré d'un club ivoirien)

## Compétitions

### Championnat

#### Une entrée en matière difficile - Journées 1 à 5
Le premier match de la saison se solde par un match nul contre les FAR de Rabat sur le score de zéro à zéro dans le cadre d'un derby du Bouregreg.
Après une défaite face au Moghreb de Tétouan (2-1) en encaissant une doublé de la part de Mohamed Belal Koko'o, les hommes de Youssef El Mrini n'ont pas été capable de sortir la tête de l'eau lors du match contre le KAC de Kénitra, puisqu'ils s'inclinent deux buts de la part d'Eric Traoré et de l'ex-joueur de l'AS Salé Abdessamad Bouzidi.
Les Pirates renouent avec le succès lors de la journée suivante, lançant enfin leur saison en réalisant une belle performance contre le Raja de Casablanca (1-0). Cette éclaircie est cependant de courte durée, vu qu'ils s'inclinent face à la Jeunesse El Massira deux buts à zéro sur plusieurs erreurs défensives, alors que le match était à leur portée.

#### Classement final et statistiques
- Classement : 8
- Nombre de matchs joués : 30
- Nombre de points : 40
- Nombre de points par match : 1,76
- Nombre de victoires : 10
- Pourcentage de victoires : 33,33 %
- Nombre de matchs nuls : 10
- Pourcentage de matchs nuls : 33,33 %
- Nombre de défaites : 10
- Pourcentage de défaites : 33,33 %
- Nombre de buts marqués : 27
- Moyenne de buts marqués par match : 1,11
- Nombre de buts encaissés : 29
- Moyenne de buts encaissés par match : 1,03
- Plus large victoire : AS Salé 3-0 Mouloudia d'Oujda
- Plus large défaite : Raja de Casablanca 4-0 AS Salé
- Records de victoires de suite : 2

Extrait du classement de la Botola 2008-2009
| Rang | Équipe              | Pts | J  | G  | N  | P  | Bp | Bc | Diff |
| ---- | ------------------- | --- | -- | -- | -- | -- | -- | -- | ---- |
| 5    | OC Khouribga        | 46  | 30 | 12 | 10 | 8  | 26 | 25 | +1   |
| 6    | Moghreb de Tétouan  | 41  | 30 | 11 | 8  | 11 | 29 | 28 | +1   |
| 7    | Maghreb de Fès      | 40  | 30 | 10 | 10 | 10 | 28 | 27 | +1   |
| 8    | AS Salé P           | 40  | 30 | 10 | 10 | 10 | 27 | 29 | -2   |
| 9    | Hassania d'Agadir   | 38  | 30 | 10 | 8  | 12 | 30 | 30 | 0    |
| 10   | Kawkab de Marrakech | 36  | 30 | 7  | 15 | 8  | 28 | 31 | -3   |

## Résultats détaillés

### Championnat

#### Phase Aller
| 13 septembre 2008 Journée 1 | AS Salé | 0–0 | FAR de Rabat | 15h00 - Stade Boubker Ammar, Salé |  |
|                             |         |     |              |                                   |  |

| 20 septembre 2008 Journée 2 | Moghreb de Tétouan            | 2-1 | AS Salé         | 22h00 - Stade Saniat Rmel, Tétouan |  |
|                             | Mohamed Belal Koko'o 42e, 78e |     | Aliou Kanté 70e |                                    |  |

| 18 septembre 2008 Journée 3 | KAC de Kénitra                                                                                                | 2–1 | AS Salé         | 14h30 - Stade Municipal, Kénitra |  |
|                             | Eric Traoré 60e · Achraf Larabi · Chaouki Benîch · Driss Laânaya 70e · Rabie Boukhal · Abdessamad Bouzidi 89e |     | Aliou Kanté 30e |                                  |  |

| 4 octobre 2008 Journée 4 | AS Salé         | 1-0 | Raja de Casablanca | 14h30 - Stade Boubker Ammar, Salé |
|                          | Aliou Kanté 44e |     |                    |                                   |

| 11 octobre 2008 Journée 5 | Jeunesse El Massira                          | 2–0 | AS Salé | 15h00 - Stade Laghdaf, Laâyoune |
|                           | Mouhssine Jbilou 25e · Hamza Abourazzouk 36e |     |         |                                 |

| 18 octobre 2008 Journée 6 | AS Salé         | 1–0 | Ittihad Khémisset | 14h30 - Stade Boubker Ammar, Salé |
|                           | Aliou Kanté 53e |     |                   |                                   |

| 25 octobre 2008 Journée 7 | Mouloudia d'Oujda          | 1–2 | AS Salé                               | 14h30 - Stade d'Honneur, Oujda |  |
|                           | Mohamed Berrabeh 90e(pen.) |     | Mohamed Zouidi 60e · Imad Bentoza 63e |                                |  |

| 2 novembre 2008 Journée 8 | AS Salé | 0–1 | Difaâ d'El Jadida     | 14h30 - Stade Boubker Ammar, Salé |
|                           |         |     | Pape Latyr Ndiaye 66e |                                   |

| 5 novembre 2008 Journée 9 | Maghreb de Fès | 1–1 | AS Salé         | 14h30 - Complexe sportif, Fès |  |
|                           | Ely Cisse 26e  |     | Imad Hafidi 90e |                               |  |

| 9 novembre 2008 Journée 10 | AS Salé | 0–0 | Wydad de Casablanca | 14h30 - Stade Boubker Ammar, Salé |  |
|                            |         |     |                     |                                   |  |

| 14 novembre 2008 Journée 11 | Olympique de Khouribga | 0–1 | AS Salé            | 20h00 - Complexe sportif du Phosphate, Khouribga |
|                             |                        |     | Mohamed Zouidi 21e |                                                  |

| 22 novembre 2008 Journée 12 | AS Salé              | 2–2 | Kawkab de Marrakech                          | 14h30 - Stade Boubker Ammar, Salé |  |
|                             | Aliou Kanté 24e, 49e |     | Wilfrid Endzanga 25e · Mounir Ben Kassou 45e |                                   |  |

| 6 décembre 2008 Journée 13 | Chabab Mohammédia                                                              | 1–1 | AS Salé         | 20h00 - Stade Bachir, Mohammédia |  |
|                            | Mouhcine Courail · Mouhcine Abdelmoumen · Younes Sahim · Younes Sina 46e (csc) |     | Aliou Kanté 56e |                                  |  |

| 21 décembre 2008 Journée 14 | AS Salé                            | 2–1 | Hassania d'Agadir | 14h30 - Stade Boubker Ammar, Salé |  |
|                             | Khalid Sbai 31e · Faissal Daif 76e |     | Aliou Kanté 79e   |                                   |  |

| 28 décembre 2009 Journée 15 | Olympique de Safi    | 1–1 | AS Salé            | 14h30 - Stade El Massira, Safi |  |
|                             | Mohamed Karkouri 58e |     | Mohamed Zouidi 12e |                                |  |

#### Phase retour
| 18 janvier 2009 Journée 16 | AS Salé | 0–1 | Moghreb de Tétouan | 14h30 - Stade Boubker Ammar, Salé |
|                            |         |     | Hicham El Amrani 40e · Karim Youssoufi 41e · Jaouad Bouaouda 60e · Hicham El Amrani 65e · Jaouad Bouaouda 71e · Mohamed Benchrifa 84e |                                   |

| 25 janvier 2009 Journée 17 | AS Salé                                         | 2–0 | KAC de Kénitra | 14h30 - Stade Boubker Ammar, Salé |
|                            | Adnane Mastitef 40e (pen.) · Camara Yacouba 64e |     |                |                                   |

| 8 février 2009 Journée 18 | Raja de Casablanca                                                   | 4–0 | AS Salé | 18h00 - Stade Mohammed-V, Casablanca |
|                           | Omar Najdi 30e, 38e · Mouhssine Moutouali 65e · Mohamed Armoumen 83e |     |         |                                      |

| 18 février 2009 Journée 19 | FAR de Rabat | 0–0 | AS Salé | 14h30 - Complexe Moulay Abdallah, Rabat |  |
|                            |              |     |         |                                         |  |

### Coupe du Trône
| 3 février 2008 2e tour | Amal Azrou        | 0–0 | AS Salé | 12h00 |  |
|                        |                   |     |         |       |  |
|                        | Tirs au but 2 - 4 |     |         |       |  |

| 2 mars 2008 1/32 de finale | AS Salé | 3–2 | Association Al Mansoria | 14h30 |  |
|                            |         |     |                         |       |  |

| 5 avril 2008 1/16 de finale | AS Salé | 0–1 | FAR de Rabat | 15h00 |  |
|                             |         |     |              |       |  |

## Joueurs et encadrement technique

### Effectif professionnel
| N° | Nat.             | Poste | Nom du joueur        |
| -- | ---------------- | ----- | -------------------- |
|    | Drapeau du Maroc | G     | Mourad Bennouna      |
|    | Drapeau du Maroc | G     | Younes Ermili        |
|    | Drapeau du Maroc | G     | Ayoub El-Asri        |
|    | Drapeau du Maroc | D     | Younes Sina          |
|    | Drapeau du Maroc | D     | Khalid Najih         |
|    | Drapeau du Maroc | D     | Mourad Bentouja      |
|    | Drapeau du Maroc | D     | Hassan Boumezkan     |
|    | Drapeau du Maroc | D     | Abderrahmane Laabi   |
|    | Drapeau du Maroc | D     | Amine Chibani        |
|    | Drapeau du Maroc | D     | El Mehdi Ayache      |
|    | Drapeau du Maroc | M     | Abdel Haq Talhaoui   |
|    | Drapeau du Maroc | M     | Abdelfattah Fakhouri |
|    | Drapeau du Maroc | M     | Adnane Mestitaf      |

| No. | Nat.             | Position | Nom du joueur     |
| --- | ---------------- | -------- | ----------------- |
|     | Drapeau du Maroc | M        | Mohamed Hamdan    |
|     | Drapeau du Maroc | M        | Ahmed Fathi       |
|     | Drapeau du Maroc | M        | Ibrahima Ouatara  |
|     | Drapeau du Maroc | A        | Achraf Qastaoui   |
|     | Drapeau du Maroc | M        | Fayçal Daif       |
|     | Drapeau du Mali  | A        | Aliou Kanté       |
|     | Drapeau du Maroc | A        | Bouchaib Damdam   |
|     | Drapeau du Maroc | A        | Mohamed Borji     |
|     | Drapeau du Maroc | A        | Youssef El Gnaoui |
| 19  | Drapeau du Maroc |          | Reda Balkhi       |
|     | Drapeau du Maroc | A        | Othmane Liman     |
|     | Drapeau du Maroc | A        | Samir Boukhamsa   |

### Statistiques individuelles

#### Classement des buteurs
| Place | Joueur              | Buts |
| ----- | ------------------- | ---- |
| 1     | Aliou Kanté         | 7    |
| 2     | Mohamed Zouidi      | 4    |
| 3     | Khalid Sbai         | 3    |
| =     | Faissal Daif        | 3    |
| 4     | Adnane Mastitef     | 2    |
| =     | Chafiq Ziad         | 2    |
| =     | Camara Yacouba      | 2    |
| 5     | Abdessamad Safraoui | 1    |
| =     | Said Rouani         | 1    |
| =     | Imad Hafidi         | 1    |
| =     | Imad Bentoza        | 1    |